# アズーラ
アズーラ（Azura）はP&Oクルーズが運航しているクルーズ客船。

## 建造
ヴェンチューラ級の2番船で、イタリアのフィンカンティエリ社モンファルコーネ工場で2009年6月26日に進水、2010年3月26日に竣工した。船価は5億3500万ユーロ。

## 就航

### 処女航海
2010年3月31日に造船所を出発、イギリスのサウサンプトンで4月7日午前9時12分に乗客を乗せて出航、4月12日に帰航している。

### 命名
命名式は2010年4月10日（土曜日）に行われた。名付け親はイギリスのバレエダンサーダーシー・バッセルである。このとき母港はサウサンプトンとされたが、後にバミューダのハミルトンに再登録された。

## 施設
客室は全部で1,557室あり、そのうちの1,117室が海側客室（アウトサイド・キャビン）であり、うち910室はバルコニー付きである。また25室が車椅子利用者用に対応している。野外大型スクリーンや、成人専用のサンデッキなどの設備を備えている。